# Boykinia occidentalis
Boykinia occidentalis là một loài thực vật có hoa trong họ Saxifragaceae. Loài này được Torr. & A.Gray miêu tả khoa học đầu tiên năm 1840.